# Charlie Fellows
Charlie Fellows (Birmingham, Inglaterra, 1 de enero de 1997) es una gimnasta artística británica, medallista mundial de bronce en 2015 en el concurso por equipos.

## 2015
En el Mundial celebrado en Glasgow (Escocia) gana la medalla de bronce en el concurso por equipos. Reino Unido queda tras Estados Unidos (oro) y China (plata); sus seis compañeras de equipo fueron: Ellie Downie, Claudia Fragapane, Rebecca Downie, Kelly Simm, Amy Tinkler y Ruby Harrold.